# Joel Andersson (piłkarz)
Eric Joel Andersson (ur. 11 listopada 1996 w Göteborgu) – szwedzki piłkarz występujący na pozycji obrońcy w bułgarskim klubie Łudogorec Razgrad.

## Kariera klubowa

### Początki
Andersson występował w młodzieżowych drużynach Västra Frölunda IF. W 2012 został przesunięty do pierwszego zespołu tego klubu, dla którego rozegrał 4 spotkania w 2. division. W 2013 przeszedł do młodzieżowej drużyny BK Häcken.

### BK Häcken
Zimą 2015 został zawodnikiem pierwszego zespołu BK Häcken. W Allsvenskan zadebiutował 4 kwietnia 2015 w przegranym 0:2 spotkaniu z Hammarby IF. Pierwszą bramkę w tych rozgrywkach zdobył 4 maja 2015 w wygranym 2:0 meczu z Halmstads BK. W 2016 zdobył Puchar Szwecji. Łącznie dla BK Häcken wystąpił w 84 spotkaniach ligowych, w których zdobył 2 bramki.

### FC Midtjylland
2 lipca 2018 przeszedł do FC Midtjylland. Podpisał z tym klubem 5-letni kontrakt. Swój pierwszy mecz w Superligaen rozegrał 28 lipca 2018 z Esbjergiem (3:1). Pierwszego gola w lidze duńskiej strzelił 7 grudnia 2018 w wygranym 3:0 spotkaniu z Odense Boldklub. W marcu 2023 doznał kontuzji stopy, która wykluczyła go z gry do końca listopada tego roku. Łącznie w barwach Midtjylland rozegrał 155 ligowych spotkań, w których zdobył 4 bramki. Z zespołem zdobył dwa mistrzostwa Danii (2020, 2024) oraz dwa puchary kraju (2019, 2022).

### Łudogorec Razgrad
8 lipca 2025 został zawodnikiem bułgarskiego klubu Łudogorec Razgrad.

## Kariera reprezentacyjna
Andersson występował w młodzieżowych reprezentacjach Szwecji. W pierwszej reprezentacji zadebiutował 7 stycznia 2018 w zremisowanym 1:1 meczu towarzyskim z Estonią.

## Statystyki

### Klubowe
Stan na 11 lipca 2025
| Sezon   | Klub               | Kraj    | Rozgrywki   | Mecze | Bramki | Rozgrywki Europy                                                   | Mecze | Bramki |
| ------- | ------------------ | ------- | ----------- | ----- | ------ | ------------------------------------------------------------------ | ----- | ------ |
| 2012    | Västra Frölunda IF | Szwecja | 2. division | 4     | 0      | –                                                                  | –     | –      |
| 2015    | BK Häcken          | Szwecja | Allsvenskan | 22    | 2      | –                                                                  | –     | –      |
| 2016    | BK Häcken          | Szwecja | Allsvenskan | 26    | 0      | Liga Europy UEFA                                                   | 2     | 0      |
| 2017    | BK Häcken          | Szwecja | Allsvenskan | 28    | 0      | –                                                                  | –     | –      |
| 2018    | BK Häcken          | Szwecja | Allsvenskan | 8     | 0      | –                                                                  | –     | –      |
| 2018/19 | FC Midtjylland     | Dania   | Superligaen | 30    | 1      | Liga Europy UEFA                                                   | 4     | 0      |
| 2019/20 | FC Midtjylland     | Dania   | Superligaen | 31    | 1      | Liga Europy UEFA                                                   | 2     | 0      |
| 2020/21 | FC Midtjylland     | Dania   | Superligaen | 13    | 0      | Liga Mistrzów UEFA                                                 | 9     | 0      |
| 2021/22 | FC Midtjylland     | Dania   | Superligaen | 31    | 1      | Liga Mistrzów UEFA, Liga Europy UEFA, Liga Konferencji Europy UEFA | 12    | 1      |
| 2022/23 | FC Midtjylland     | Dania   | Superligaen | 16    | 0      | Liga Mistrzów UEFA, Liga Europy UEFA                               | 9     | 0      |
| 2023/24 | FC Midtjylland     | Dania   | Superligaen | 9     | 0      | –                                                                  | –     | –      |
| 2024/25 | FC Midtjylland     | Dania   | Superligaen | 25    | 1      | Liga Mistrzów UEFA, Liga Europy UEFA                               | 15    | 0      |

### Reprezentacyjne
Stan na 11 lipca 2025
| Reprezentacja | Rok     | Mecze | Gole |
| ------------- | ------- | ----- | ---- |
| Szwecja       | 2018    | 1     | 0    |
| Szwecja       | 2019    | 2     | 0    |
| Szwecja       | 2020    | 3     | 0    |
| Szwecja       | 2022    | 3     | 0    |
| Łącznie       | Łącznie | 9     | 0    |

## Sukcesy
BK Häcken
- Puchar Szwecji: 2015/16

FC Midtjylland
- Mistrzostwo Danii: 2019/20, 2023/24
- Puchar Danii: 2018/19, 2021/22

## Życie prywatne
Brat bliźniak Adama, również piłkarza, wychowanka Västra Frölunda IF i reprezentanta Szwecji.